# Zielonka (Dąbrówno)
Zielonka (deutsch Zielonka, 1938 bis 1945 Finkenhorst) ist ein kleiner Ort in der polnischen Woiwodschaft Ermland-Masuren und gehört zur Gmina Dąbrówno (Landgemeinde Gilgenburg) im Powiat Ostródzki (Kreis Osterode in Ostpreußen).

## Geographische Lage
Zielonka liegt westlich des Kleinen Damerau-Sees (polnisch Jezioro Dąbrowna Mała) im Südwesten der Woiwodschaft Ermland-Masuren, 26 Kilometer südlich der Kreisstadt Ostróda (deutsch Osterode in Ostpreußen).

## Geschichte
Zielonka besteht aus ein paar kleinen Gehöften und war ein Wohnplatz zunächst im Gutsbezirk Elgenau (polnisch Elgnowo), dann ab 1928 in der Landgemeinde gleichen Namens im Kreis Osterode in Ostpreußen. Im Jahre 1905 zählte er 62 Einwohner in elf Wohnhäusern.  Im Jahre 1938 – vielleicht schon einige Jahre früher – wurde der Ortsname Zielonka in „Finkenhorst“ geändert.
Mit dem gesamten südlichen Ostpreußen kam der kleine Ort 1945 in Kriegsfolge zu Polen und erhielt wieder die – nun polnische – Namensform „Zielonka“. Der Ort ist heute „część wsi“ (Ortsteil) von Lewałd Wielki (Groß Lehwalde) innerhalb der Gmina Dąbrówno (Landgemeinde Gilgenburg) im Powiat Ostródzki (Kreis Osterode in Ostpreußen), bis 1998 der Woiwodschaft Olsztyn, seither der Woiwodschaft Ermland-Masuren zugehörig.

## Kirche
Bis 1945 gehörte Zielonka resp. Finkenhorst zur evangelischen Kirche Marwalde (polnisch Marwałd) in der Kirchenprovinz Ostpreußen der Kirche der Altpreußischen Union, außerdem zur römisch-katholischen Kirche Gilgenburg (Dąbrówno) im Bistum Ermland. Heute gehört Zielonka zur katholischen Kirche in Marwałd im Dekanat Grunwald (Grünfelde) im Erzbistum Ermland. Die evangelischen Einwohner orientieren sich zur (Filial-)Kirche in Gardyny ((Groß) Gardienen) der Heilig-Kreuz-Kirche Nidzica in der Diözese Masuren der Evangelisch-Augsburgischen Kirche in Polen.

## Verkehr
Zielonka liegt an einer Landwegverbindung, die Lewałd Wielki (Groß Lehwalde) mit Elgnowo (Elgenau) verbindet. Ein Bahnanschluss besteht nicht.